# جریان آرام

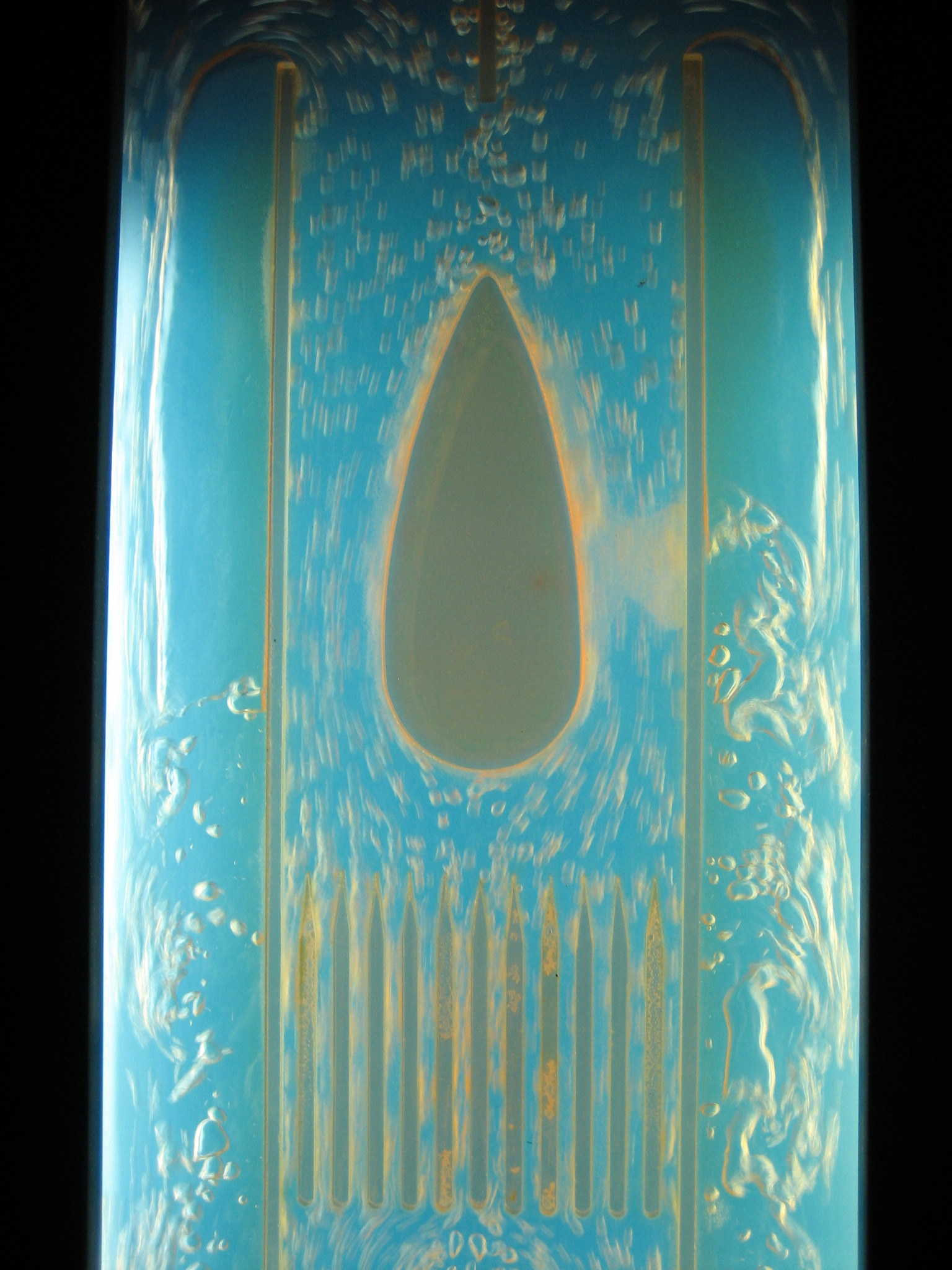
نمایی از ساختار «جریان آرام» شبیه‌سازی‌شده

جریان آرام (به انگلیسی: Laminar flow)، جریان ماده ای سیال است، به طوری که اجزا آن ماده به صورت خطوط موازی نسبت به هم در حال حرکت باشند. در دینامیک سیالات ، جريان آرام با ذرات سیال مشخص می شود که آن ها مسیر های صاف را دنبال کرده و هر لایه به آرامی از لایه های کم یا بدون اختلاط مجاور خود حرکت میکند.در سرعت های پایین، سیال بدون اختلاط جانبی جریان پیدا میکند و لایه های مجاور از کنار  یکدیگر سر میخورند.هیچ جریان متقاطع عمود بر جهت جریان ، گرداب یا چرخش وجود ندارد. در جریان آرام حرکت ذرات بسیار منظم و نیز ذرات نزدیک به یک سطح جامد در خطوط مستقیم موازی با آن سطح حرکت می کنند. جریان آرام یک رژیم جریان است که با تکانه دفیوژن زیاد و تکانه انتقال گرما کم همراه هست.
هنگامی که یک سیال از یک کانال مثل یک لوله و یا از بین دو صفحه مسطح جریان می یابد ، بسته به ویسکوزیته و سرعت آن میتواند یکی از دوحالت رخ دهد :جریان آرام یا جریان آشفته (به انگلیسی: turbulent flow). در اصطلاح غیر علمی، جریان آرام صاف درحالی که جریان آشفته ناهموار است.
جریان آرام در سرعت های پایین تر و زیر حد بحراني که در آن جریان آشفته می شود ، رخ میدهد.سرعت حدی(بحرانی)  توسط پارامتر بدون بعد رینولدز (به انگلیسی: Reynolds number) تعیین می شود که به چگالی سیال ، ویسکوزیته ابعاد کانال یا سطح بستگی دارد.

## رابطه جریان آرام با عددرینولدز
عدد رینولدز بدون بعد یک پارامتر مهم در معادلات است که توضیح میدهد آیا شرایط جریان کاملا توسعه یافته منجر به جریان آشفته یا آرام می شود. این عدد نسبت نیرو اینرسی به نیروی برشی سیال است. با افزایش عدد رینولدز جریان از یک جریان آرام به یک جریان آشفته در محدوده خاصی از اعداد رینولدز تغییر میکند.
محاسبه خاص عدد رینولدز ، به هندسه سیستم و الگوی جریان بستگی دارد. مثال رایج جریان از طریق یک لوله است که در آن عدد رینولدز به صورت زیر تعرف می شود : 

{\displaystyle Re=\rho uD/\mu =uD/\nu =QD/\nu A}

D : قطر هیدرولیک لوله
Q : نرخ جریان حجمی
A : سطح مقطع لوله
u : میانگین سرعت سیال
{\displaystyle \nu } : ویسکوزیته سینماتیکی سیال
{\displaystyle \rho }  :چگالی سیال

برای چنین سیستم هایی، جریان آرام زمانی رخ میدهد که عدد رینولدز کمتر از مقداری حدی (بحرانی)  تقریبا ۲۰۴۰ باشد، اگر چه محدوده انتقال معمولا بین ۱۸۰۰ تا ۲۱۰۰ است.